# Société d'ingénierie radio Vega

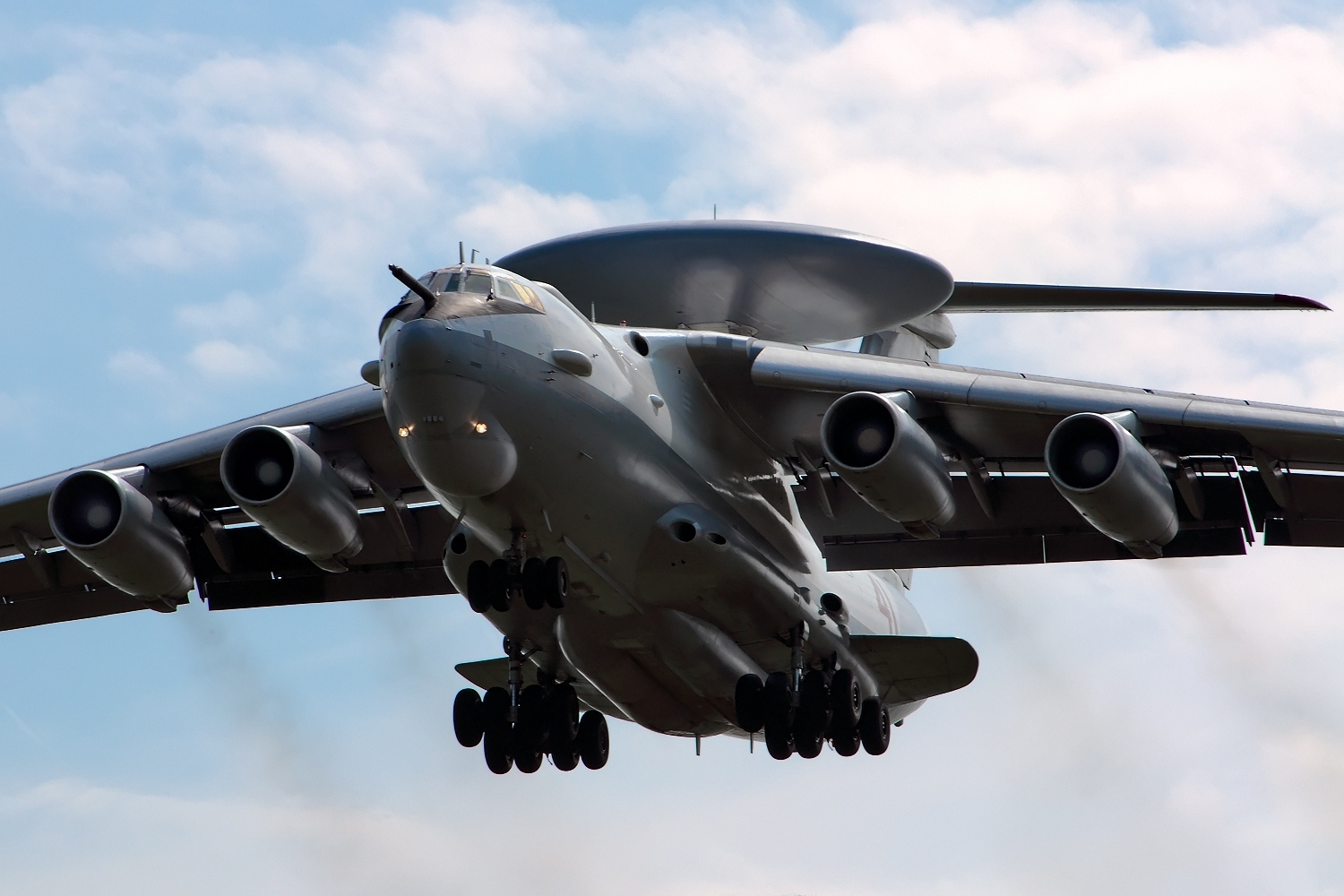
L'électronique et le radar de l'Iliouchine A-50 est le produit phare de la société russe Vega.

La société d'ingénierie radio Vega (anciennement  CKB-17, NII-17, MNIIP) est une société russe d'électronique militaire spécialisée dans les systèmes radar, de surveillance et de contrôle aérien. 

## Production
Elle développe notamment des radars terrestres, aéroportés (Système de détection et de commandement aéroporté Iliouchine A-50) et spatiaux (radar de la station spatiale Almaz et du satellite d'écoute électronique Pion-NKS) et des drones. 

## Organisation
La société, qui a été fondée en 1944 sous l'appellation CKB-17 pour développer des radars à destination du système de défense anti-aérienne, a son siège à Moscou et comprend de nombreuses filiales principalement à Moscou mais également à Saint-Petersbourg, Rybinsk, Tcheliabinsk et Penza.  